# 滨离宫恩赐庭园
濱離宫恩賜庭園（日语：／ Hamarikyu Onshi Teien），又称滨离宫恩赐庭园或旧滨离宫庭园，是位于日本东京都中央区的一座都立庭園，屬於恩賜庭園。庭园面积约25万平方米，内有潮入之池和两处猎鸭场，是江户时代具有代表性的大名庭园。滨离宫恩赐庭园及其周边的水面是日本的国家指定特别史迹、特别名胜。

## 概要
濱離宫恩賜庭園是從東京灣導入海水的潮入回遊式築山泉水庭園。
園內有鴨場、潮入之池、茶屋、花田與牡丹園等。2000年代前半西側的舊汐留貨物總站再開發後，摩天大樓群林立，與庭園形成對比。
江戶時代是甲府藩下屋敷庭園，在經歷德川將軍家別邸濱御殿與宮內省管理的離宮後，下賜東京都成為都立公園。近年，過去園內多座建築物進行重建，已復原4棟茶屋等建築。

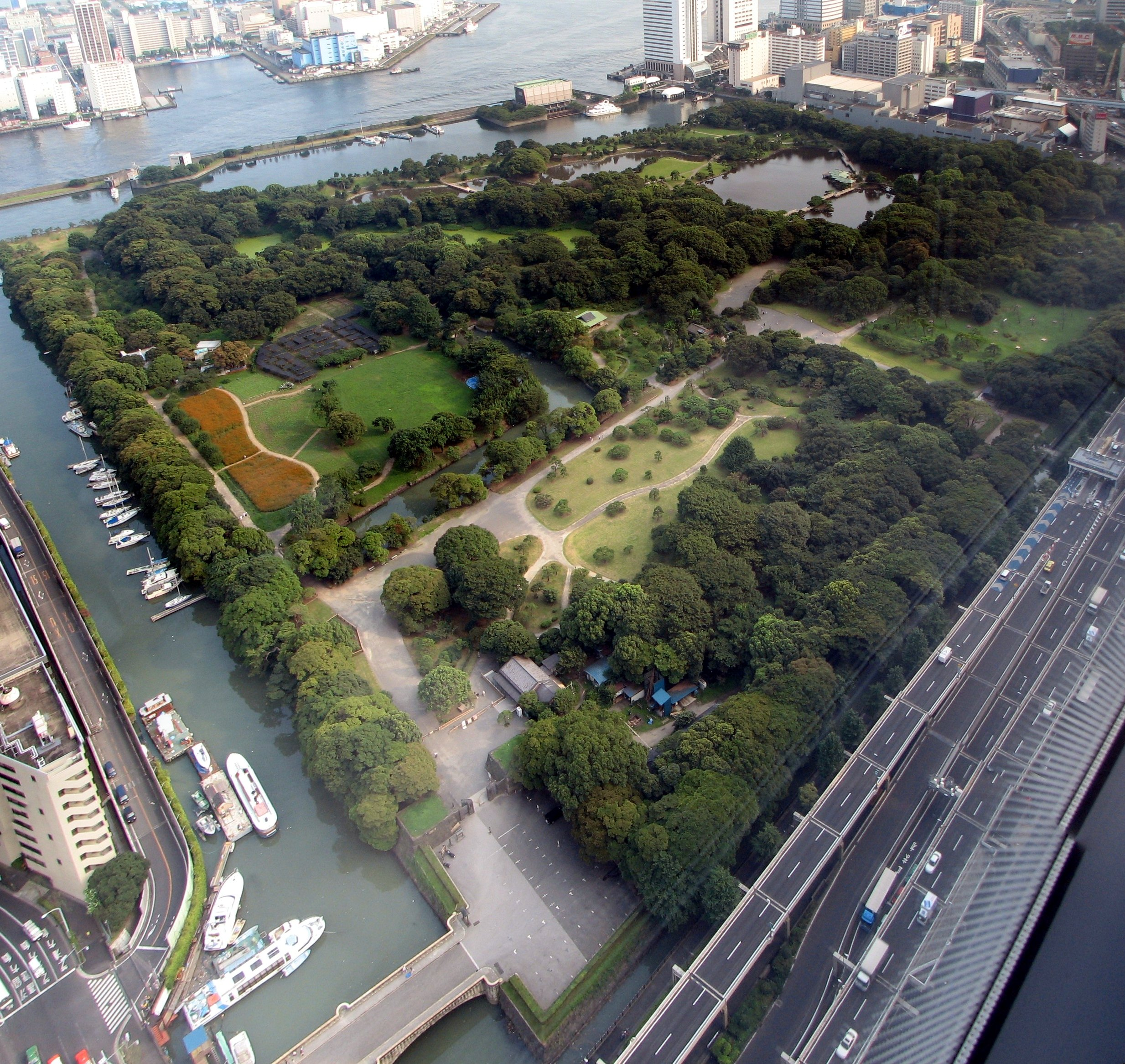
庭園全體
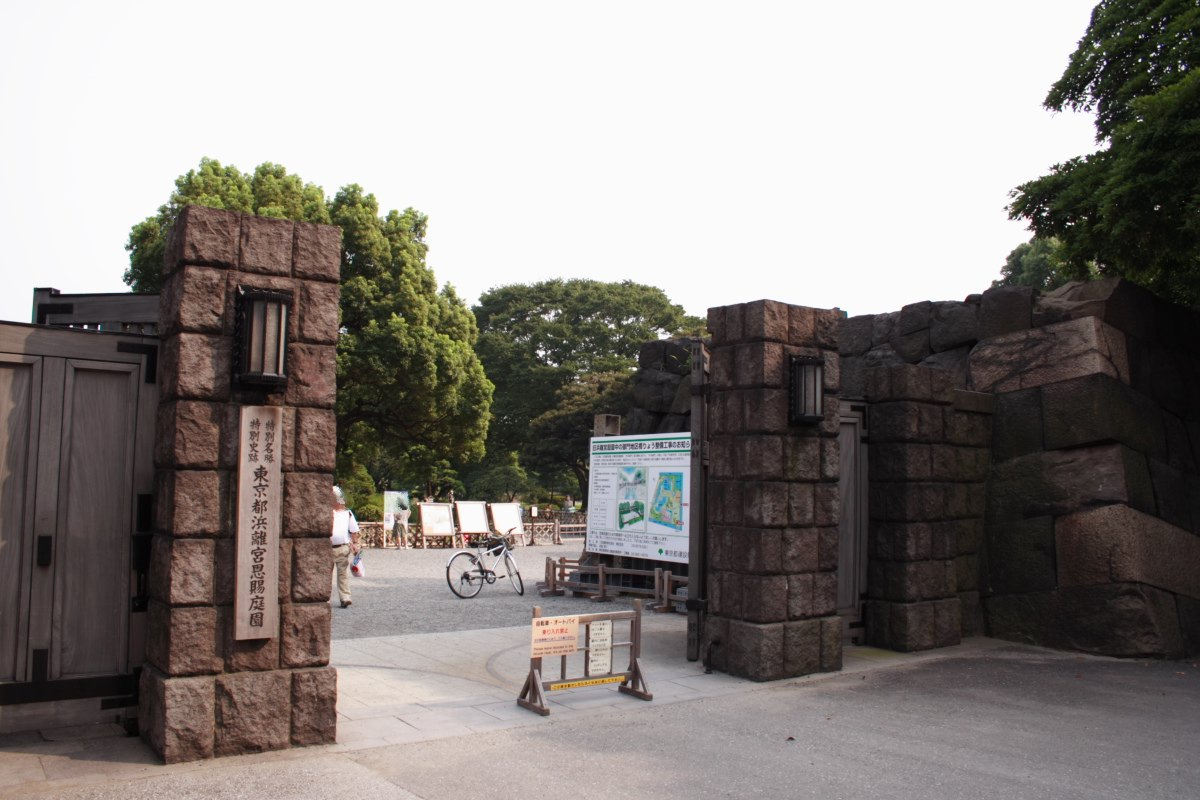
大手門

## 历史
庭园的所在地最初是江户幕府在宽永年间开拓的将军家的猎鹰场，是一整片的芦苇地。1654年（承應三年），甲府藩主德川纲重拜领了这片土地，在这里建立了别庄，名为甲府滨屋敷，又称海手屋敷。德川纲重的儿子德川家宣成为第六代将军後，甲府德川家絕家，这片宅地成为将军家的别庄，改名为滨御殿，并进行了大幅度的改修。此后，经过历代将军几次的建设和改修，在第十一代将军德川家齐时，这片宅地基本有了如今庭院的模样。
濱御殿在江戶時代持續整修。八代將軍吉宗將此地做為殖產的試驗場，設置藥園、製糖所、鍛冶小屋、火術所、大砲場等，種植超過200種的藥草、培育從琉球取回的秀貴甘蔗、試坐砂糖、飼養荷蘭輸入的洋種馬等。1729年（享保14年）5月，從越南運回的公象（廣南從四位白象）留置在濱御殿小屋長達12年。之後，11代將軍家齊時代大致完成現在庭園的樣貌，多作為將軍的獵鷹場。
明治維新後的1870年（明治3年），濱御殿由宮內省管轄，改名離宮。明治天皇曾數度到訪。
幕府末期的1866年（慶應2年），濱御殿內興建幕府海軍海軍所。該建物在1869年（明治2年）英國愛丁堡公爵阿爾弗雷德訪日時改建為外國人接待所「延遼館」。延遼館在明治維新後仍作為迎賓設施使用，如1879年（明治12年）德國皇太子腓特烈三世曾前往該館。同年訪日的美國前總統尤利西斯·格蘭特也曾留在延遼館一個月，並在濱離宮內的中島茶屋會見明治天皇。該館使用至鹿鳴館完成為止，1889年（明治22年）拆除。
之後，濱離宮在1923年（大正12年）關東大震災與1945年（昭和20年）東京大空襲中，大手門與多座茶屋及樹木燒毀，庭園本身破壞嚴重。
1945年（昭和20年）11月3日，GHQ要求下賜東京都，1946年（昭和21年）4月1日以都立庭園開園。1972年（昭和47年）與其他都立公園改為免費，但因未能充分管理而於1979年（昭和54年）4月恢復收費。此外，濱離宮在1948年（昭和23年）12月指定為國家名勝及史跡，1952年（昭和27年）11月成為特別名勝及特別史跡。
近年開始復原園內設施，如1983年（昭和58年）復原的「中島御茶屋」，2010年（平成22年）12月的「松之御茶屋」、2015年（平成27年）5月「燕之御茶屋」、2018年（平成30年）4月的「鷹之御茶屋」。目前正在研擬復原「汐見之御茶屋」（海手御茶屋）。另一方面，曾規劃配合2020年東京奧運進行復原的「延遼館」，因都知事舛添要一下台而擱置，現在也在規劃長期整備計畫。

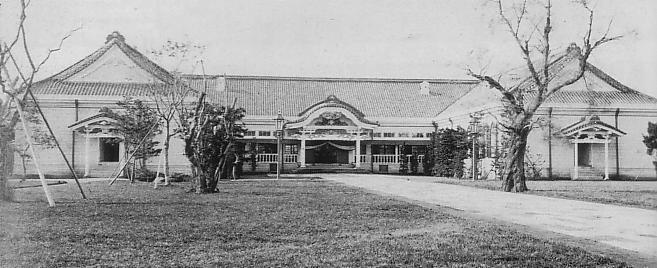
延遼館
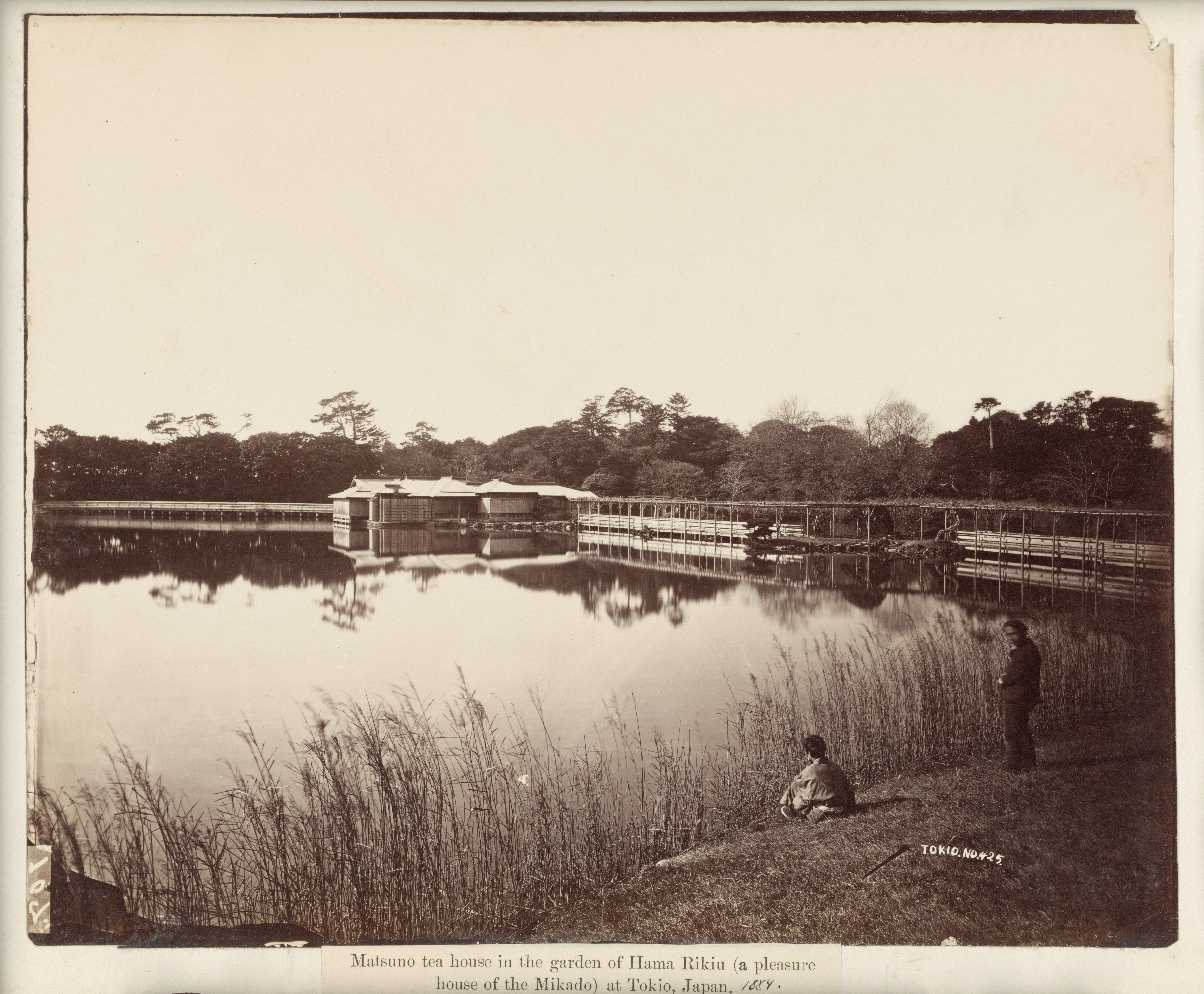
潮入之池與中島御茶屋（1884年）
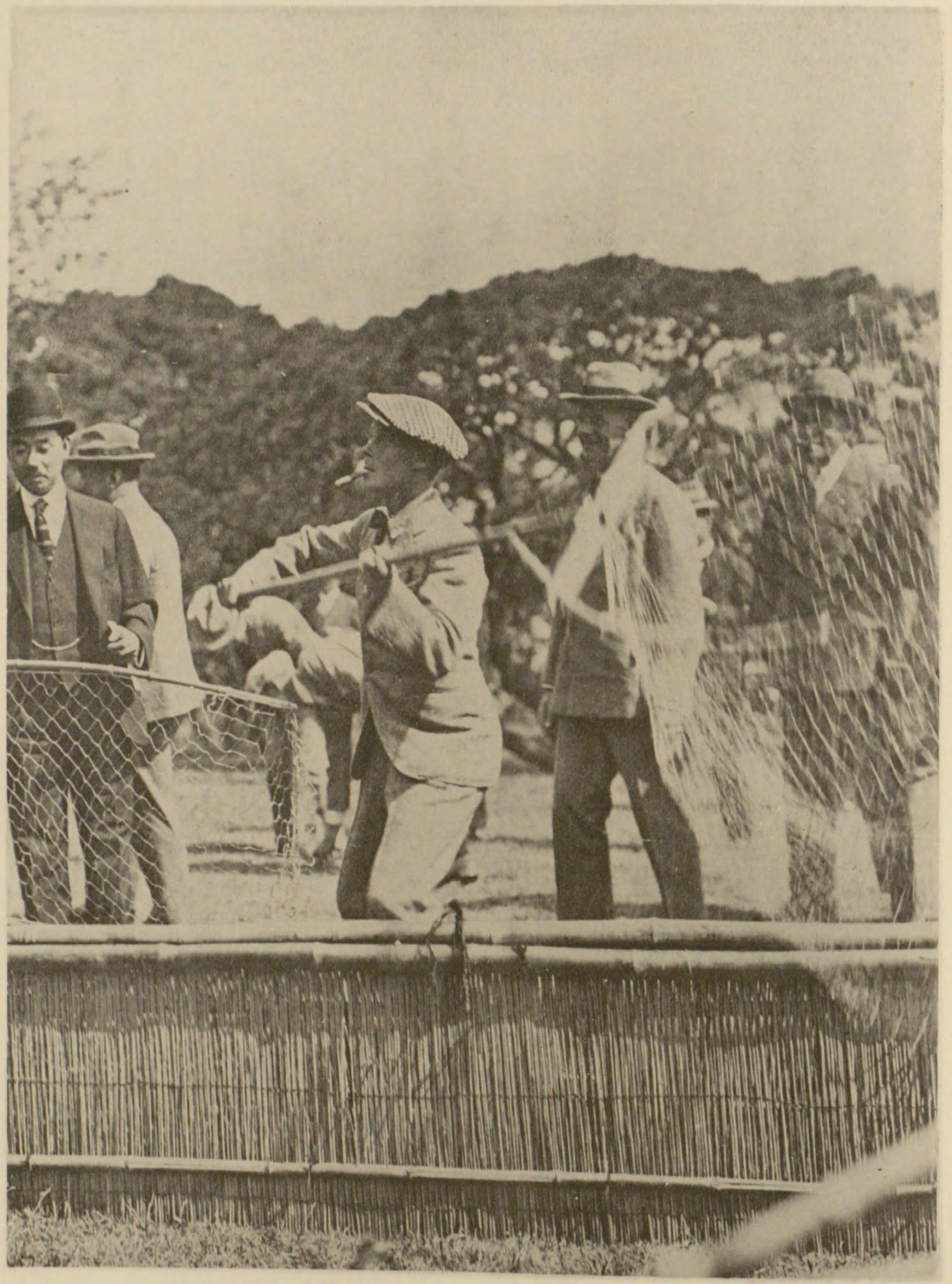
在濱離宮獵鴨的皇太子攝政宮裕仁親王（昭和天皇）與英國王儲愛德華（愛德華八世）（1922年）
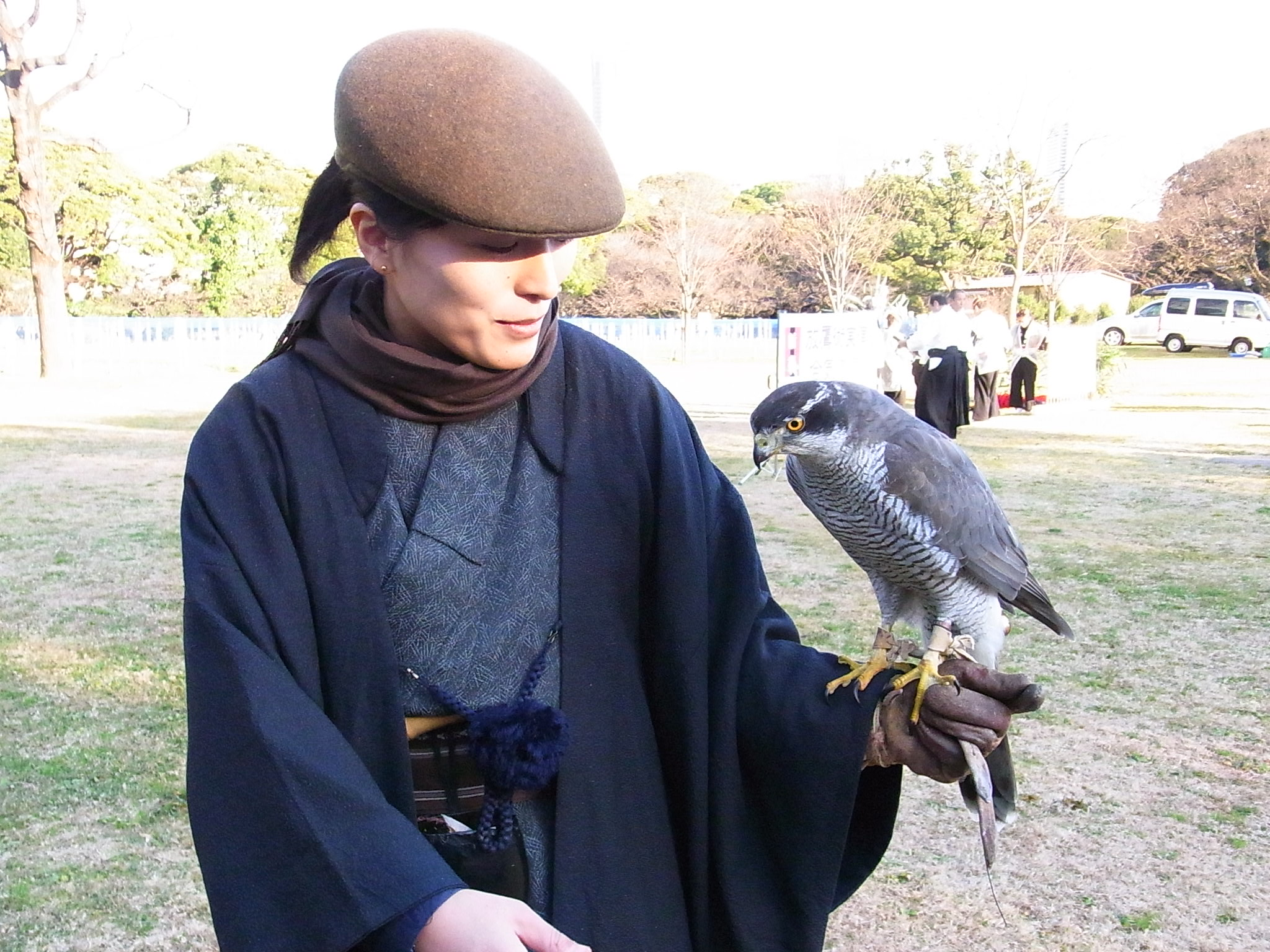
放鷹術實演（2010年1月2日）

## 主要景观
- 潮入之池 - 潮入之池是将海水导入庭园中的水池，利用潮汐的涨落使得水池产生不同的情趣，是海边的日本庭园常用的设计样式。旧芝离宫恩赐庭园、清澄庭园和旧安田庭园原先也设有潮入之池，但如今滨离宫恩赐庭园的潮入之池是东京都唯一有海水实际出入的水池[18]。池內有東京灣的鯔魚、日本真鱸、鰕虎、鰻魚等魚類棲息。江戶時代曾開放釣魚，但現在已禁止。池中的岩石可見弁慶蟹、藤壺等[19]。
  - 中島 - 潮入之池中央的小島[19]。
  - 御傳橋（お伝い橋） - 連結岸邊與中島的木造橋。1983年（昭和58年）復原[19]。
- 中島之御茶屋 - 中島的茶屋。1983年（昭和58年）復原[19]。作為休息處開放。
- 松之御茶屋 - 潮入之池東北側的茶屋。2010年（平成22年）復原[19]。僅導覽團可進入。
- 燕之御茶屋 - 潮入之池北側的茶屋。2015年（平成27年）復原[19]。僅導覽團可進入。
- 鷹之御茶屋 - 潮入之池北側的茶屋。2018年（平成30年）4月復原[19]。內部開放[20]。
- 三百年古松 - 傳聞是江戶時代德川家宣整修時所種植。為東京都內最大的黑松[19]。園內也有其他巨大的松、櫸等樹木。
- 花田 - 春季有油菜花、夏季至秋季有大波斯菊[19]。
- 牡丹園 - 種有60種800株。
- 鸭场 - 庭园内有庚申堂鸭场和新钱座鸭场两座猎鸭场，分别建于1778年（安永9年）和1791年（宽政3年）。猎鸭场是由3米的土丘围绕的水池和树林，土丘上种植的常绿树和竹子将猎鸭场与外界隔断，使得鸭群可以在其中休憩。从池边挖有几条浅壕，狩猎时从细缝中观察鸭的动向，用谷物将鸭引向浅壕，再伺机用网兜从隐蔽处将鸭捕获[19]。
- 芳梅亭 - 將離宮時代官舍修復而成的集會場[21]。
- 可美真手命像 - 可美真手命的銅像[注 3]。明治天皇大婚25周年紀念所獻納。公開徵選選出的佐野昭（日语：佐野昭）作品[22]。靠近芳梅亭。

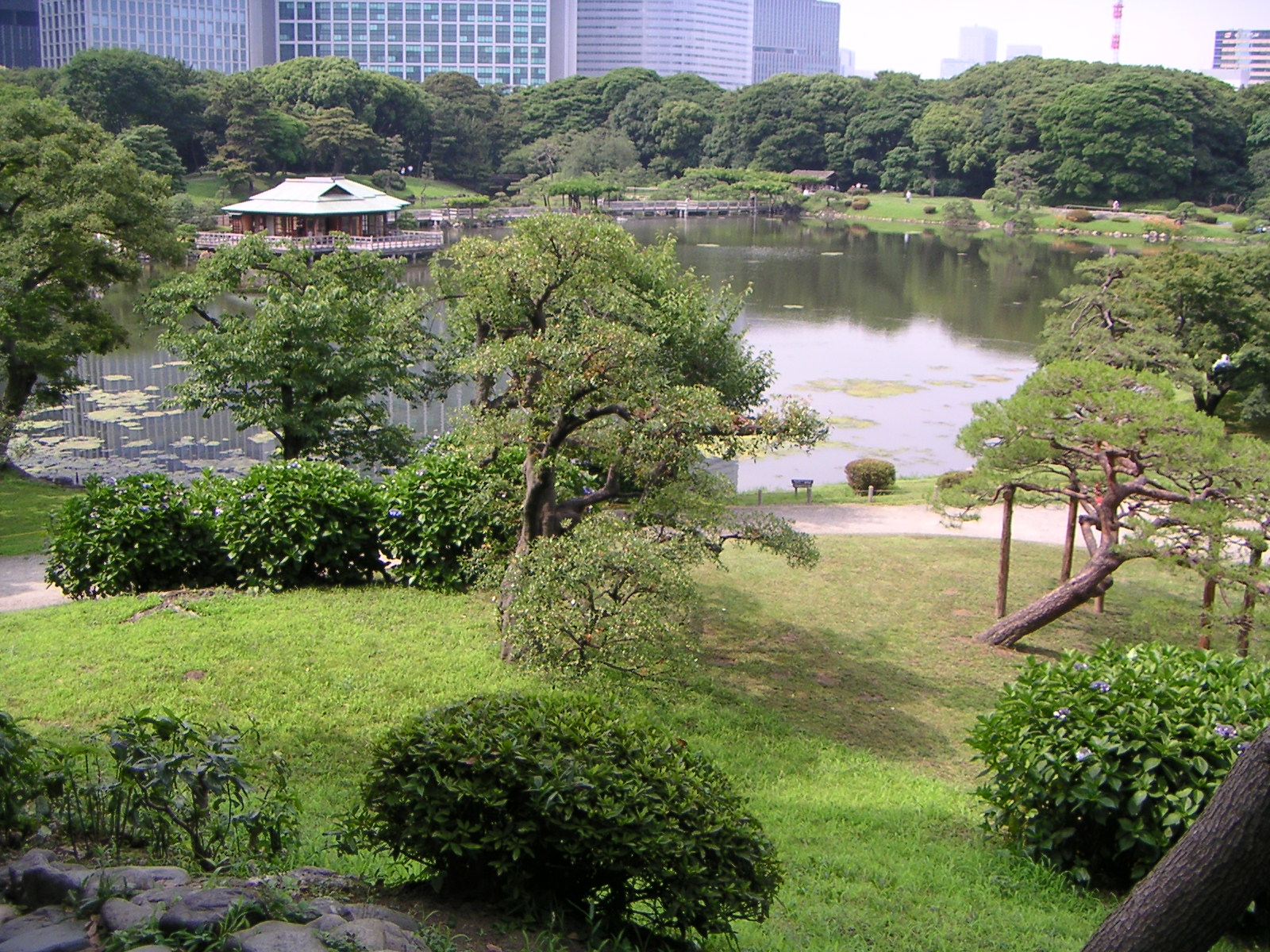
潮入之池
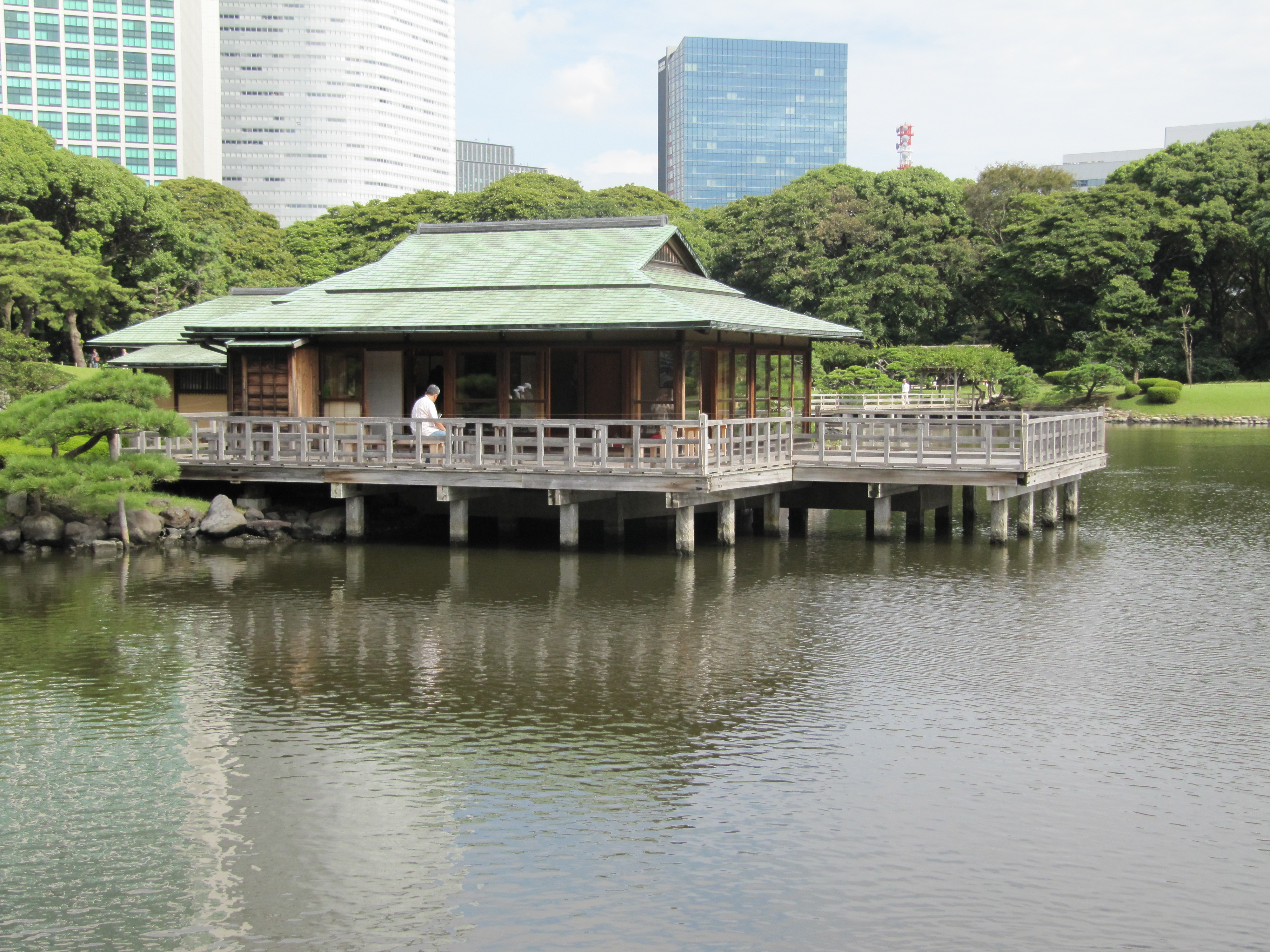
中島之御茶屋
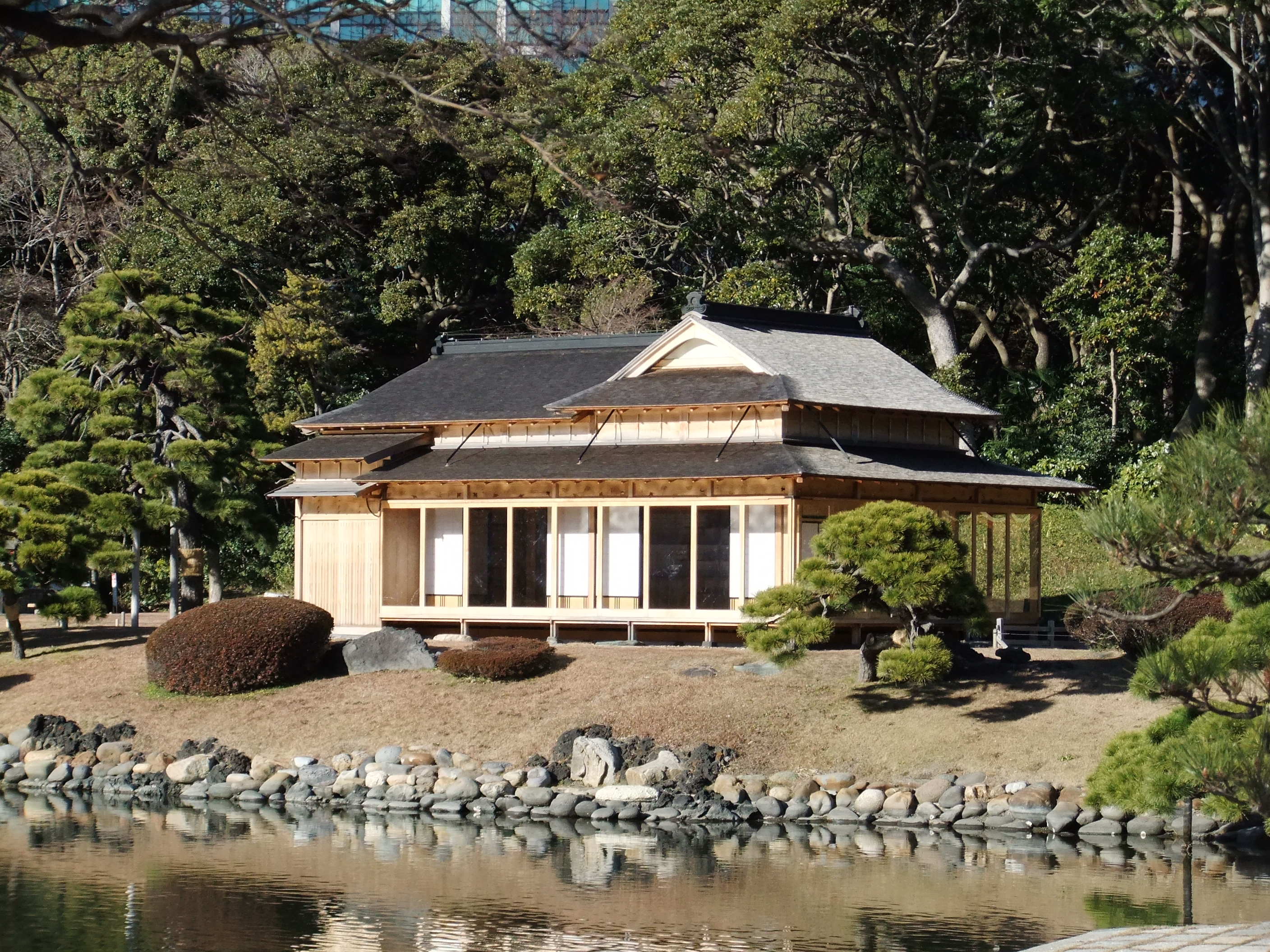
松之御茶屋
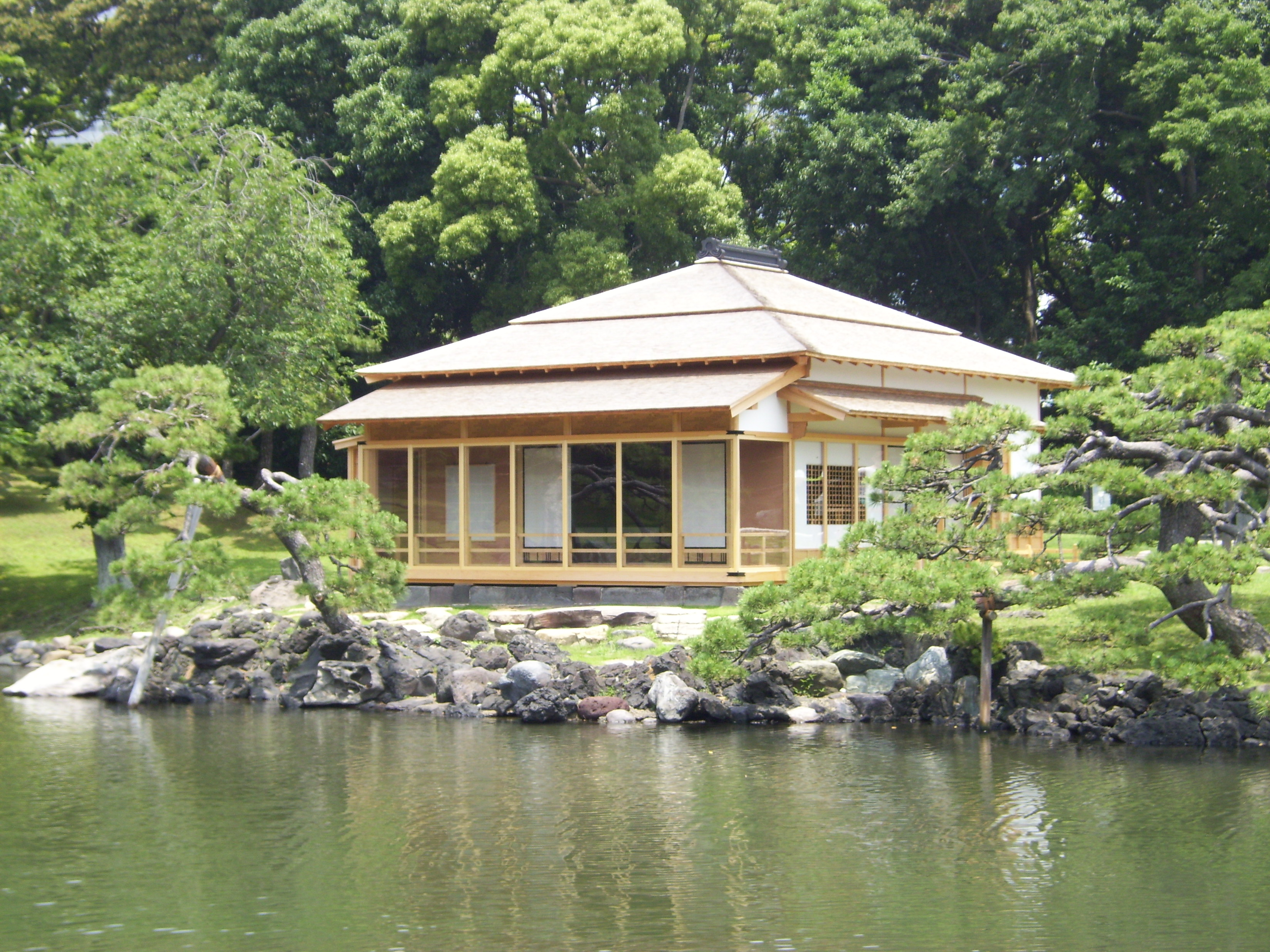
燕之御茶屋
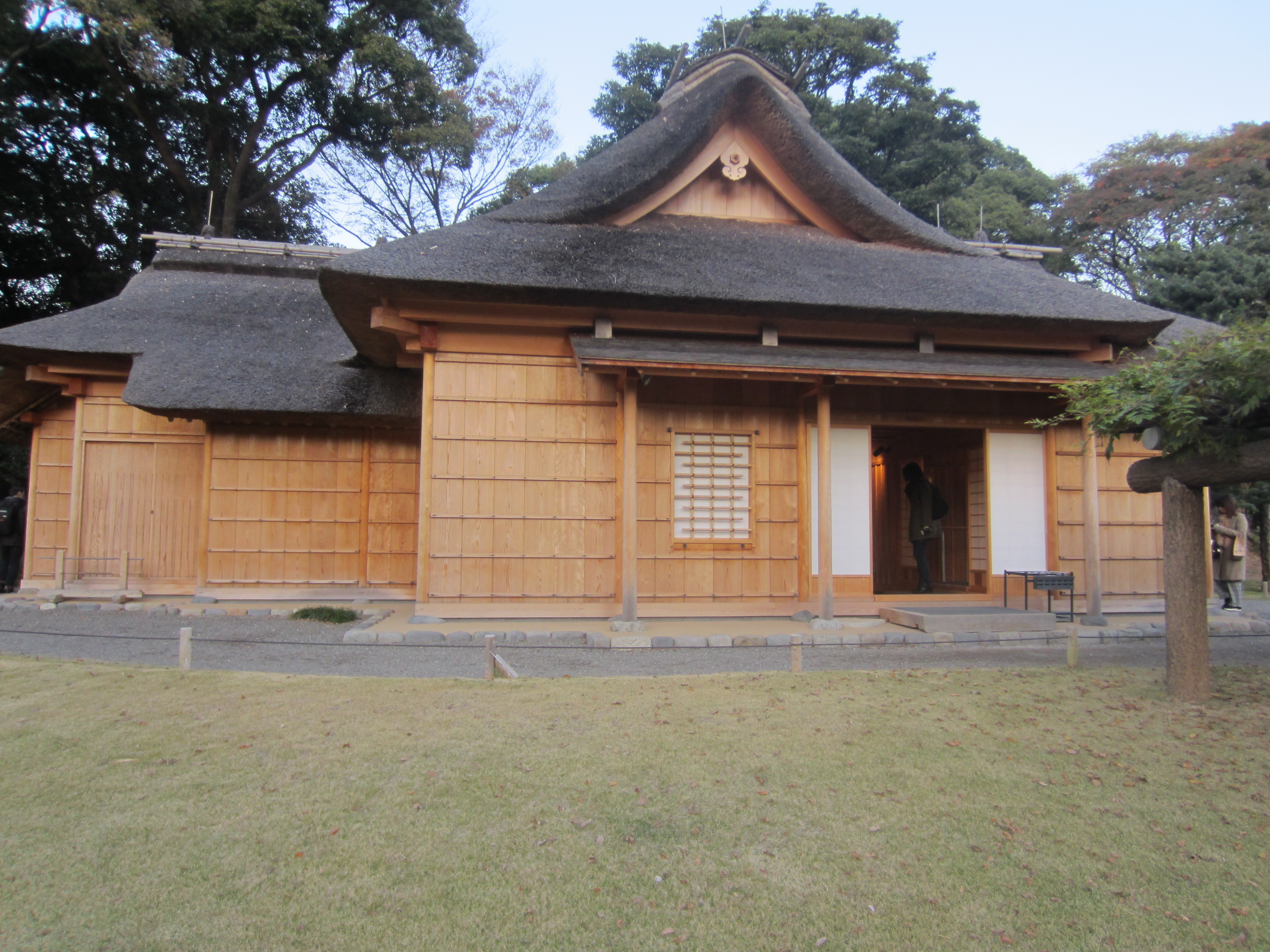
鷹之御茶屋
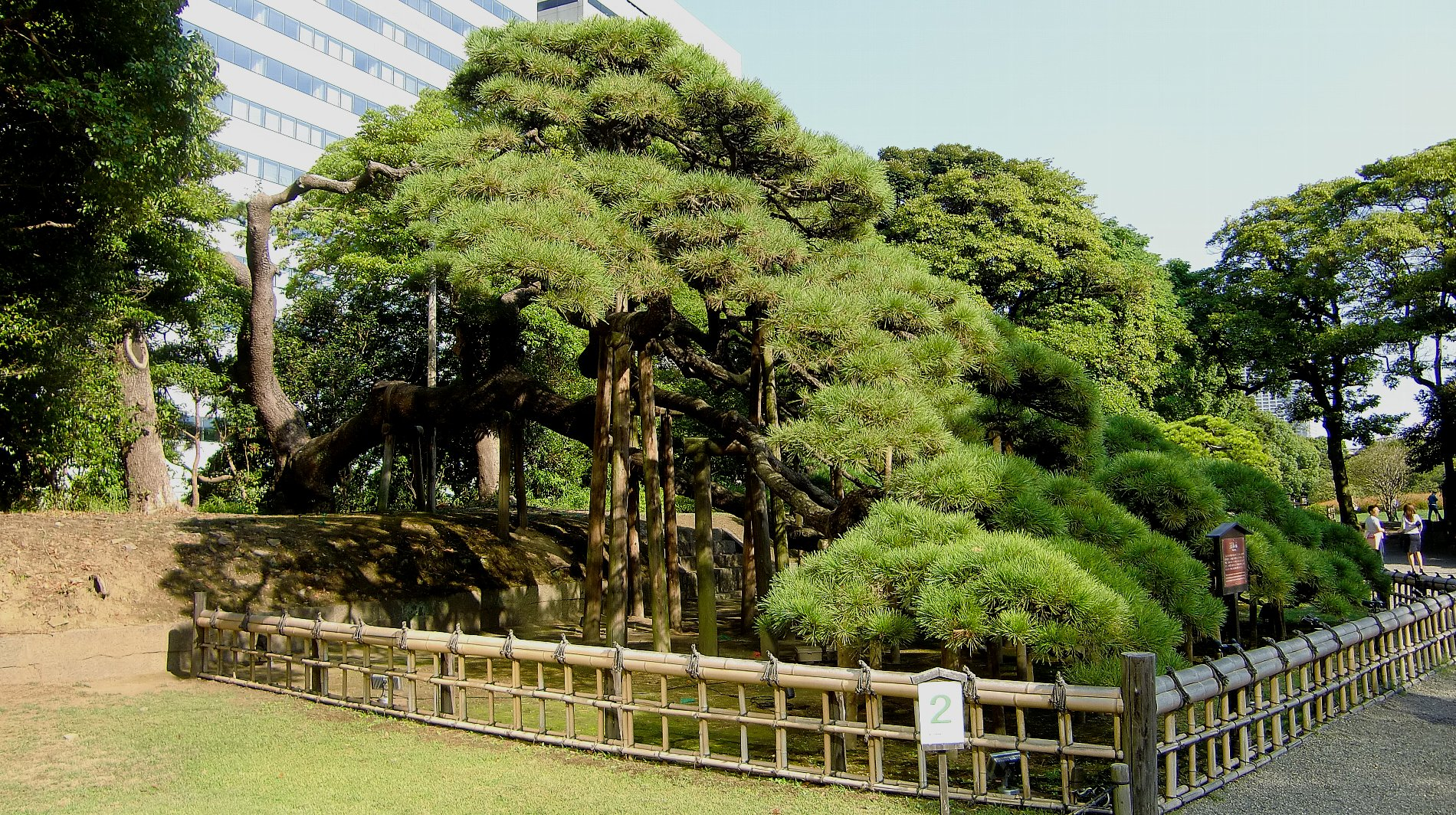
三百年古松
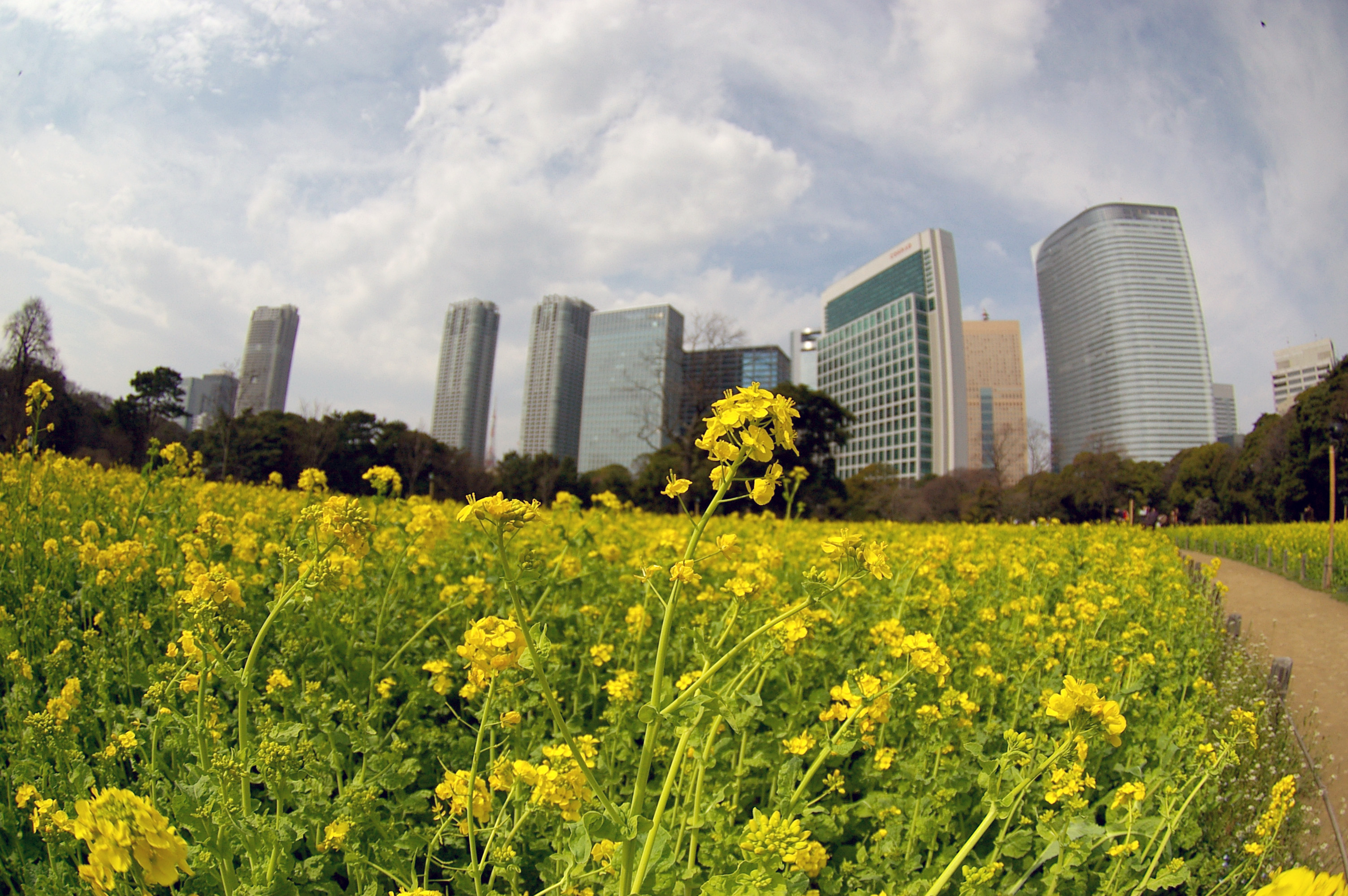
油菜花田與汐留大樓群
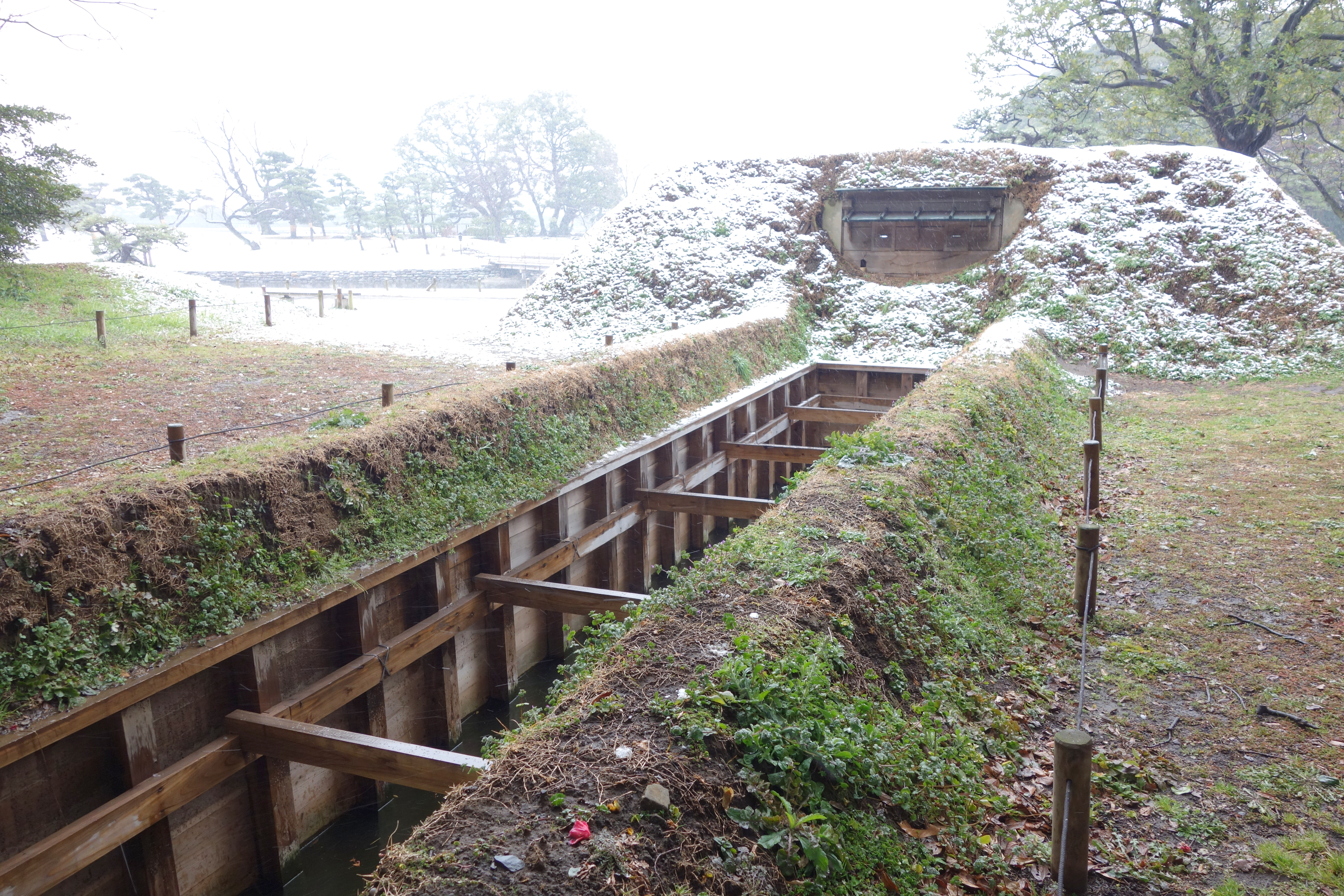
庚申堂鴨場的引堀
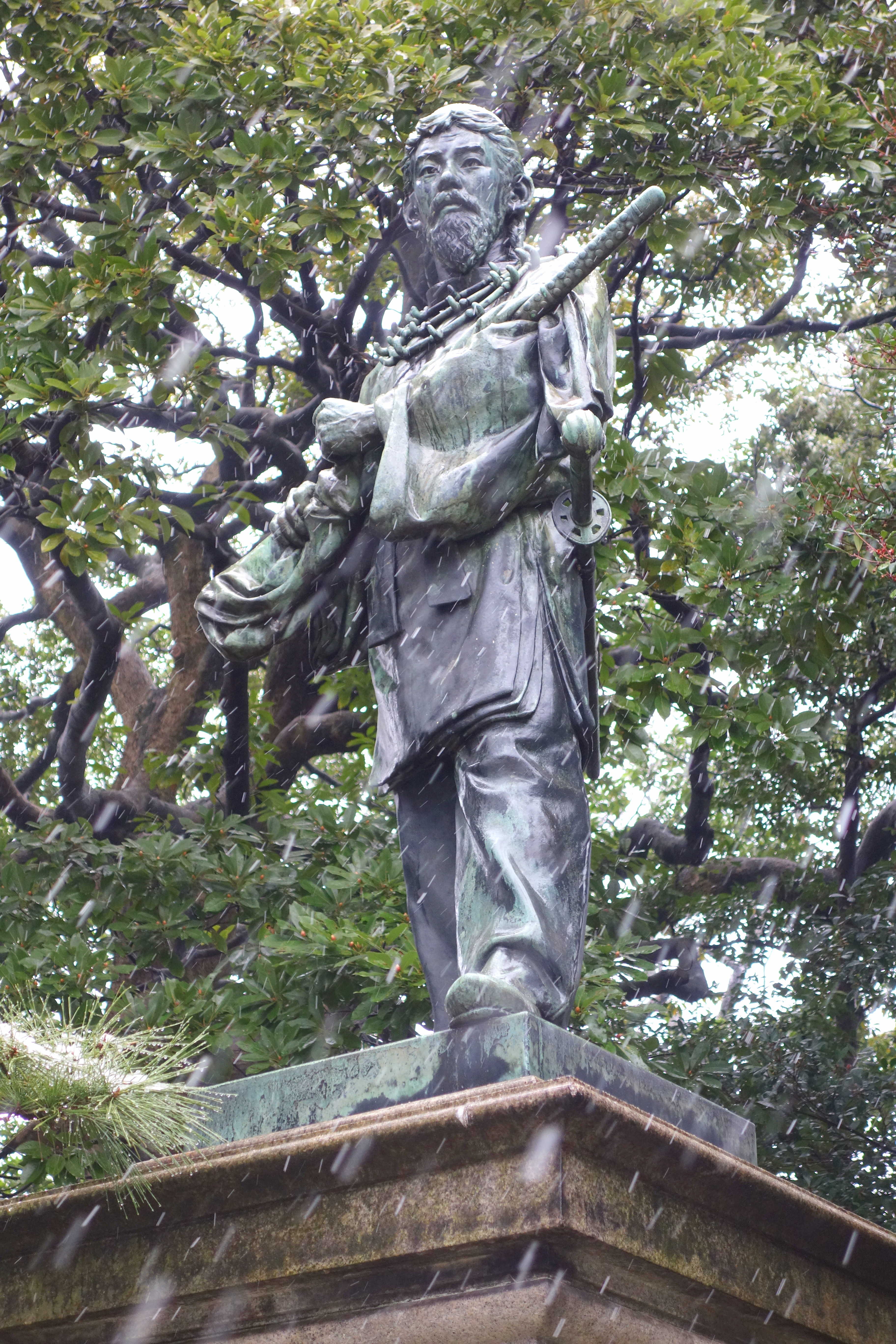
可美真手命像
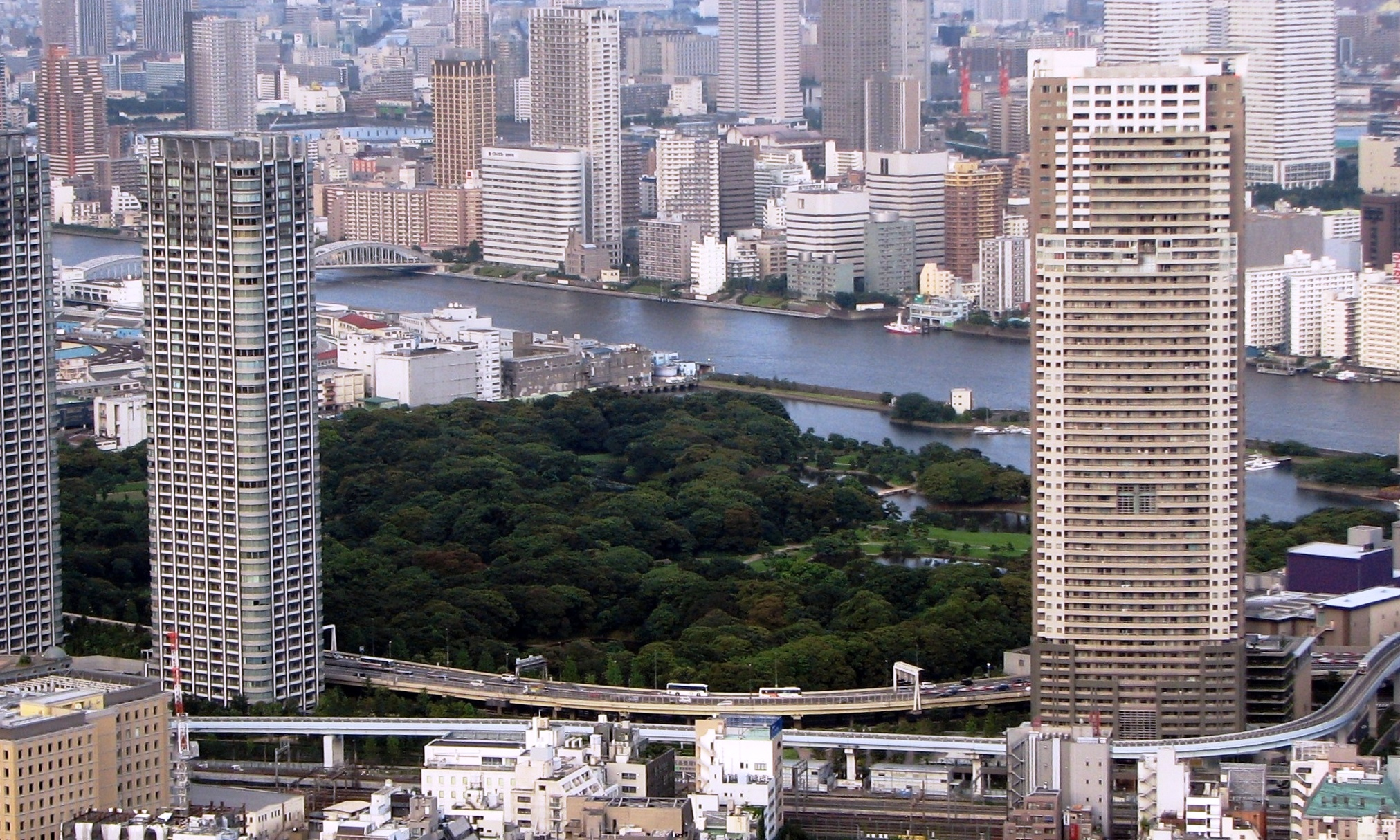
東京鐵塔所見的濱離宮庭園
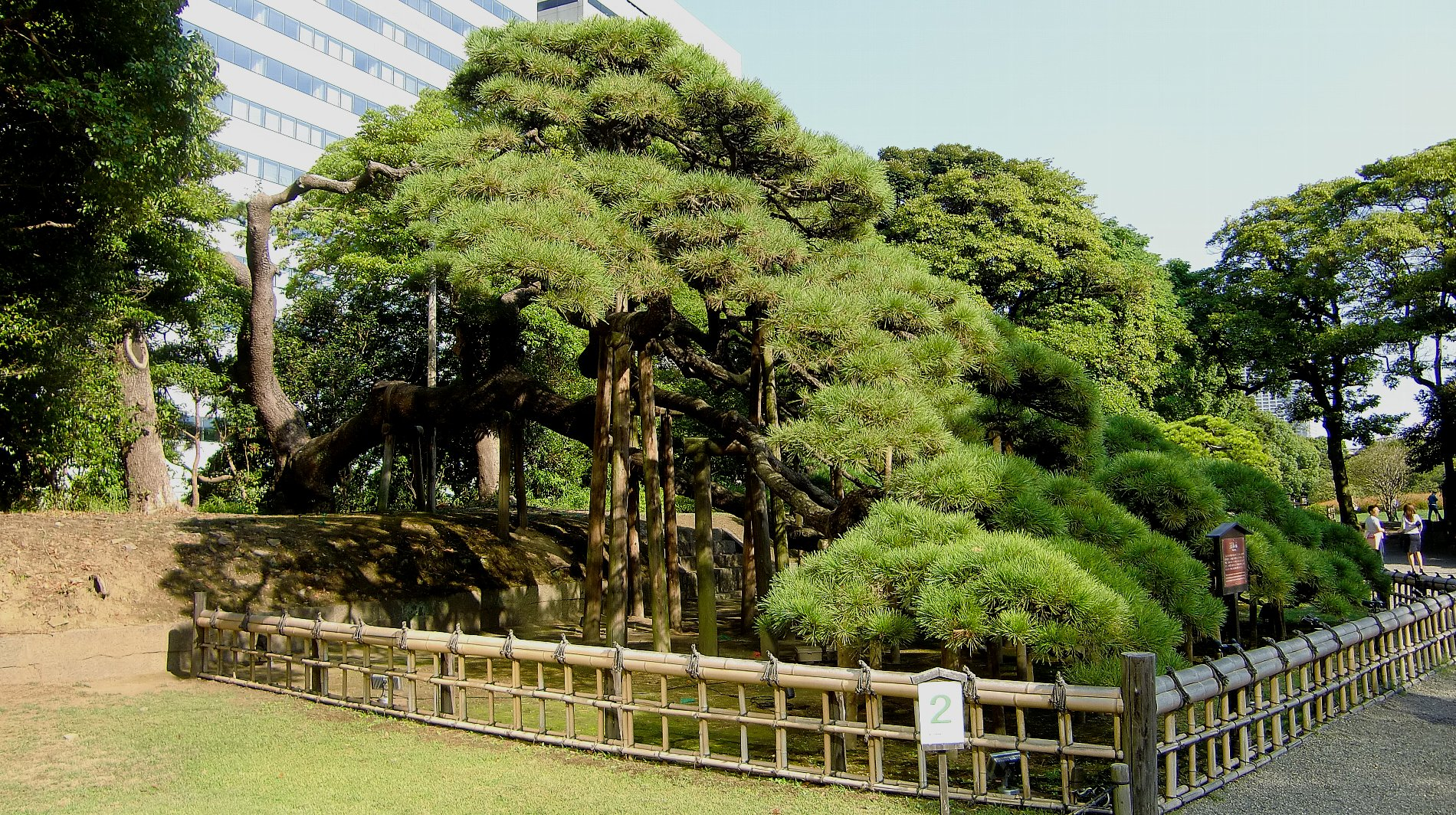
巨大黑松。德川家宣時代種植
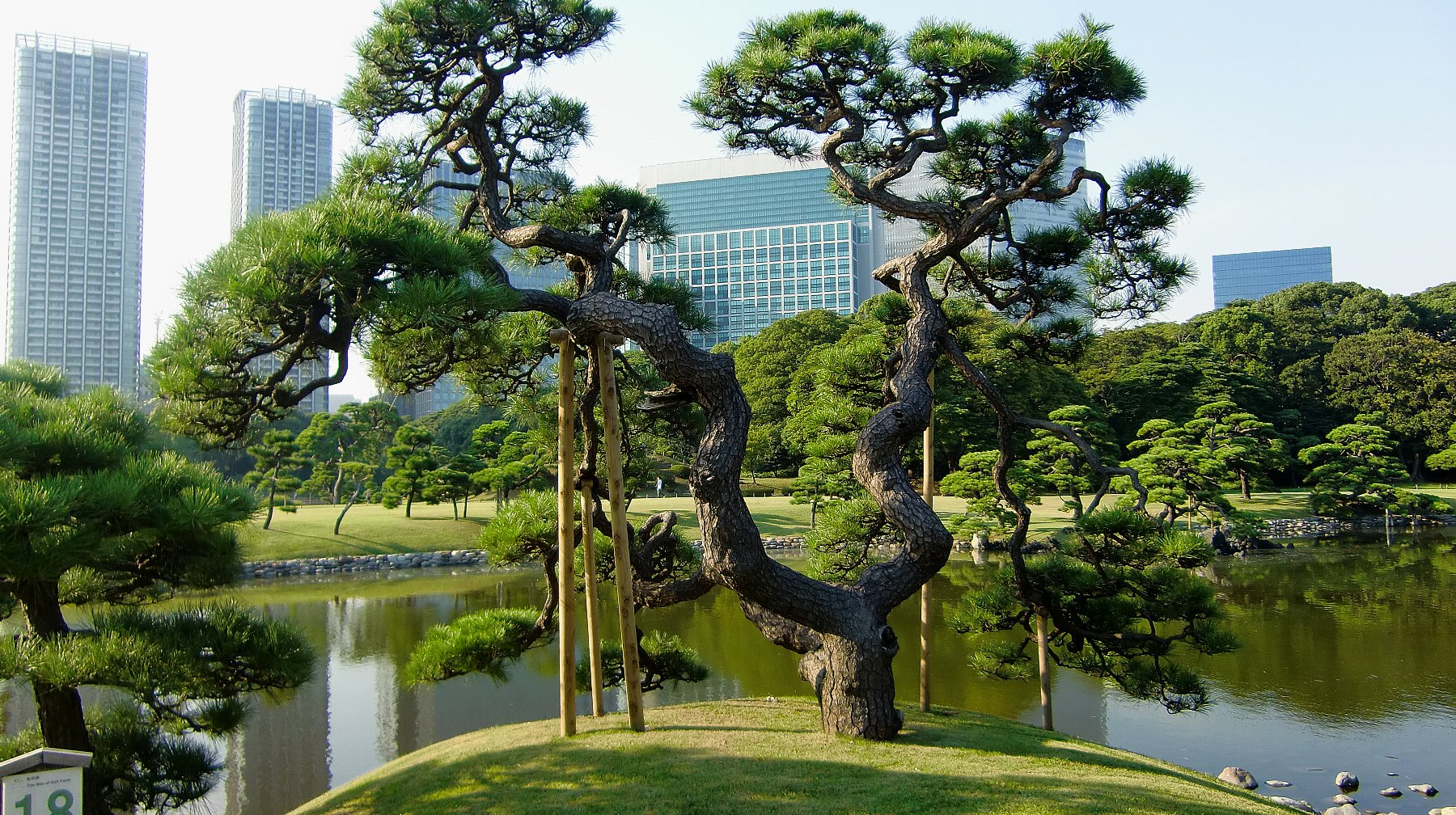
黑松、水池與汐留大廈

## 周边交通
- 汐留站（大手门、中之御门）：大江戶線、■百合鷗號
- 築地市場站（大手门）：大江戶線
- 新橋站（大手门）：■JR東日本東海道線、橫須賀線、山手線、京濱東北線、銀座線、淺草線、■百合鷗號
- 濱松町站（中之御门）：■JR東日本山手線、京濱東北線、■東京單軌電車羽田線
- 滨离宫发着场（水上巴士）：东京水边快线、东京都观光汽船

## 入园资料
- 入园时间：9:00～16:30（17:00闭园）
- 闭园日：12月29日〜1月1日
- 入园费：大人300日元　65岁以上150日元　小学生及本地中学生免费